# Lillhamra
Lillhamra är en stadsdel i det administrativa bostadsområdet Hamre-Talltorp i Västerås, c:a 5 km öster om centrum.

## Utformning

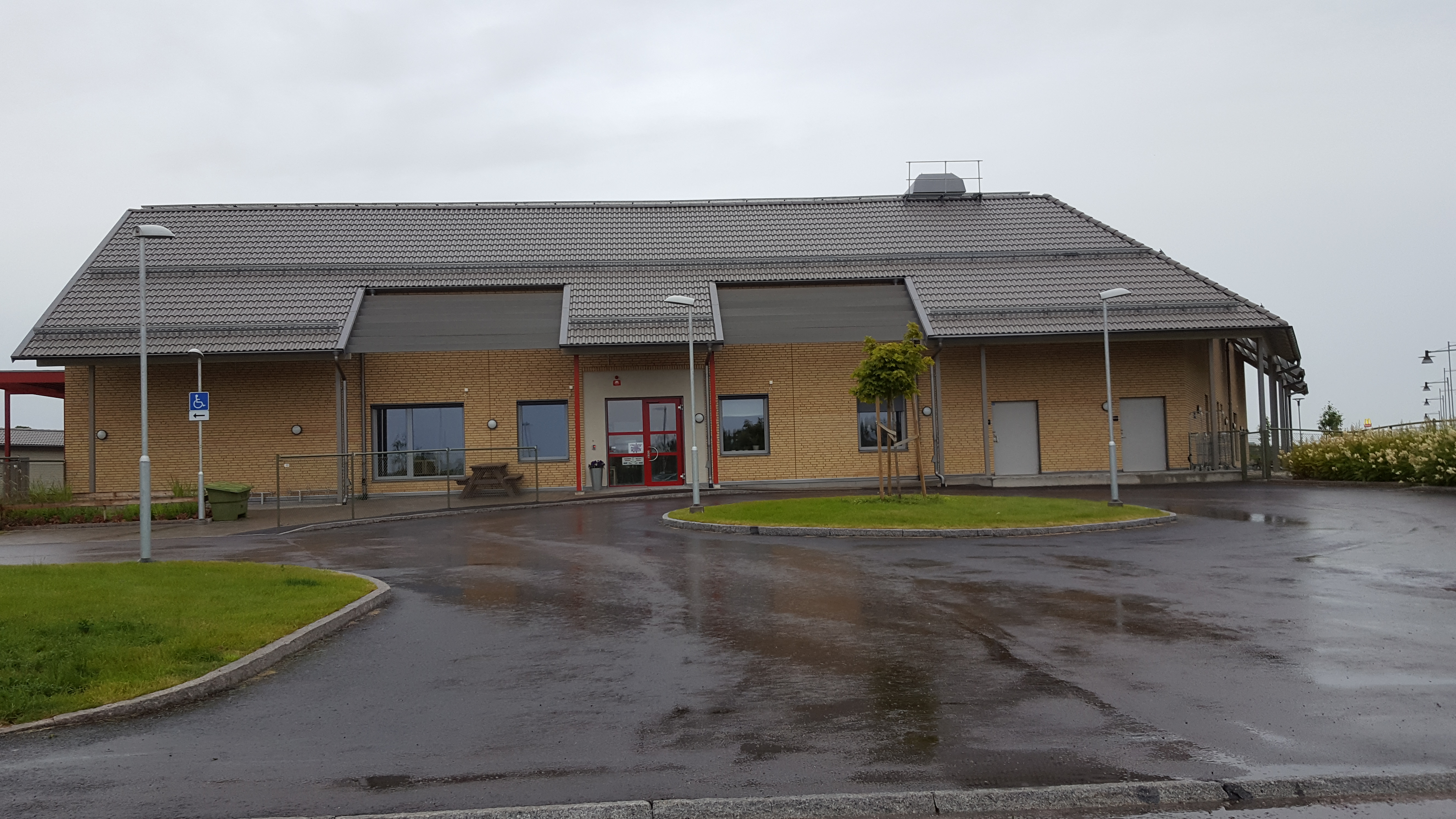
Lillhamra förskola

Lillhamra är utformat med en blandad bebyggelse; både vad gäller upplåtelseformer och bostadstyper. Stadsdelen innehåller både lägenheter, radhus, kedjehus, och villor. Det finns även en förskola och en lekpark i området.
Området avgränsas av E18, gränsen mot Hälla koloni och gränsen mot Talltorp, Väderleksgatan.
Området gränsar i norr till Hälla i öster till Hälla koloni, i söder till Hamre sportfält och i väster till Talltorp.